# 島嶼チュマシュ語
島嶼チュマシュ語（とうしょチュマシュご、クルゼーニョ語（クルゼーニョご）、イスレーニョ語（イスレーニョご）英:Cruzeño language）は、チュマシュ語族の消滅した言語である。

## 概要
島嶼チュマシュ語は南カリフォルニアのサンタクルス島、サンタロサ島そしてサンミゲル島の3つのチャンネル諸島で話されていた。
バルバレーニョ語やベントゥレーニョ語といった中央チュマシュ語とチャンネル諸島の先住民言語との言語接触の痕跡がよく見られ、他のチュマシュ語族にはない音韻や単語がある。
最後の島嶼チュマシュ語話者はチュマシュ族の長老であったフェルナンド・リブラド氏であり、1915年6月19日に亡くなっている。